# Pieter Jan Dominicus
Pieter Jan Dominicus (Wemeldinge, 30 juli 1896 – Goes, 11 juni 1979) was een Nederlands burgemeester van de CHU.
Hij werd geboren als zoon van Adriaan Dominicus (1856-1947; koopman) en Johanna Kole (1856-1936; particuliere). Hij ging in mei 1914 werken bij de gemeentesecretarie van Yerseke en was daar vanaf augustus 1933 gemeente-ontvanger. Een maand later volgde zijn benoeming tot burgemeester van Rilland-Bath. In mei 1944 werd hij ontslagen en opgevolgd door een NSB'er die in september 1944 vluchtte. Waarnemende burgemeesters volgden tot 1946 toen J.A. de Goffau burgemeester werd van Rilland-Bath. Eind 1945 werd Dominicus per koninklijk besluit eervol ontslag verleend met toekenning van wachtgeld. In tegenstelling tot vele andere burgemeesters die ontslagen waren tijdens de bezettingsjaren kon hij niet terugkeren in zijn vorige functie. In april 1952 werd hij benoemd tot burgemeester van Borssele wat hij ervaarde als een rehabilitatie. Hij ging in augustus 1961 formeel met pensioen maar bleef nog tot 1966 aan als waarnemend burgemeester van Borssele. Dominicus overleed in 1979 op 82-jarige leeftijd in het streekziekenhuis De Bevelanden in Goes en is in Borssele begraven.